# Laußig
Laußig település Németországban, azon belül Szászország tartományban. Lakosainak száma 3586 fő (2023. december 31.).

## Népesség
A település népességének változása:
| Lakosok száma | 3673 | 3676 | 3543 | 3536 | 3586 |
|               | 2017 | 2019 | 2021 | 2022 | 2023 |